# Torre del Negro
La torre del Negro és una torre de guaita situada a la localitat los Urrutias, al municipi de Cartagena, a Múrcia. Inicialment s'anomenava torre d'Arraez, pel llegendari corsari Morato Arraez, el pirata que més vegades va assolar la costa de Múrcia, va acabar anomenant-se del Negro per un esclau negre alliberat de galeres i que hi va treballar. Declarada Bé d'Interès Cultural, està en mal estat de conservació.
En el moment de la construcció, el 1585, en temps de Felip II, la torre estava a 100 metres del Mar Menor. La seva alçada és de 14 metres, els murs tenen un gruix d'1,50 metres. Es compon de 2 plantes i té adossada una casa de pagès.